# Cheng Yin Sat
Cheng Yin Sat (chinesisch 鄭燕瑟; * 26. August 1968) ist eine Badmintonspielerin aus Hongkong. 

## Karriere
Cheng Yin Sat nahm an den Badminton-Weltmeisterschaften 1991 und 1993 teil. Als beste Platzierung erreichte sie Platz 17 im Dameneinzel 1993. Bei den Commonwealth Games 1990 und 1994 gewann sie jeweils Bronze mit der Mannschaft aus Hongkong.